# Atletismo nos Jogos Pan-Americanos de 2007 - Salto em altura feminino
O salto em altura feminino foi um dos eventos do atletismo nos Jogos Pan-americanos de 2007, no Rio de Janeiro. A prova foi disputada no Estádio Olímpico João Havelange no dia 25 de julho com 15 atletas de 11 países.

## Medalhistas
| Ouro   | MEX María Romary Rifka |
| Prata  | CAN Nicole Forrester   |
| Bronze | LCA Levern Spencer     |

## Recordes
Recordes mundiais e pan-americanos antes da disputa dos Jogos Pan-americanos de 2007.
| Tipo                             | Atleta             | Altura | Local        | Data                 |
| -------------------------------- | ------------------ | ------ | ------------ | -------------------- |
|                                  | Stefka Kostadinova | 2,09 m | Roma         | 30 de agosto de 1987 |
| Recorde dos Jogos Pan-Americanos | Colin Sommer       | 1,96 m | Indianápolis | 13 de agosto de 1987 |

## Resultados
No salto em altura o atleta pode tentar ultrapassar uma marca com até três saltos. Se falhar nas três tentativas é automaticamente eliminado.
- O: salto válido;
- XO: salto conquistado na segunda tentativa;
- XXO: salto conquistado na terceira tentativa;
- XXX: eliminado.

O atleta pode ainda abortar o salto em uma tentativa (-) e partir para a marca seguinte. Ainda é permitido abortar o salto uma vez já tentado ultrapassar uma marca, mas ao fazer isso o atleta queima as tentativas para a marca seguinte em uma ou duas chances.

### Final
A final do salto em altura foi disputada em 25 de julho as 17:57 (UTC-3).
| Pos.              | Atleta              | País                     | Marcas | Marcas | Marcas | Marcas | Marcas | Marcas | Marcas | Result. |
| Pos.              | Atleta              | País                     | 1.55   | 1.60   | 1.65   | 1.70   | 1.75   | 1.78   | 1.81   | Result. |
| Pos.              | Atleta              | País                     | 1.84   | 1.87   | 1.89   | 1.91   | 1.93   | 1.95   | 1.97   | Result. |
| ----------------- | ------------------- | ------------------------ | ------ | ------ | ------ | ------ | ------ | ------ | ------ | ------- |
| Medalha de ouro   | María Romary Rifka  | MEX México               | -      | -      | -      | -      | O      | O      | O      | 1.95 m  |
| Medalha de ouro   | María Romary Rifka  | MEX México               | XO     | O      | XXO    | O      | O      | O      | XXX    | 1.95 m  |
| Medalha de prata  | Nicole Forrester    | CAN Canadá               | -      | -      | -      | -      | -      | -      | O      | 1.95 m  |
| Medalha de prata  | Nicole Forrester    | CAN Canadá               | XO     | O      | O      | O      | XO     | XO     | XXX    | 1.95 m  |
| Medalha de bronze | Levern Spencer      | LCA Santa Lúcia          | -      | -      | -      | -      | -      | -      | O      | 1.87 m  |
| Medalha de bronze | Levern Spencer      | LCA Santa Lúcia          | O      | O      | XXX    |        |        |        |        | 1.87 m  |
| 4                 | Caterine Ibarguen   | COL Colômbia             | -      | -      | -      | -      | XO     | O      | XXO    | 1.87 m  |
| 4                 | Caterine Ibarguen   | COL Colômbia             | O      | O      | XXX    |        |        |        |        | 1.87 m  |
| 5                 | Eliana Silva        | BRA Brasil               | -      | -      | -      | O      | O      | O      | O      | 1.84 m  |
| 5                 | Eliana Silva        | BRA Brasil               | O      | XXX    |        |        |        |        |        | 1.84 m  |
| 6                 | Juana Arrendel      | DOM República Dominicana | -      | -      | -      | -      | O      | O      | O      | 1.81 m  |
| 6                 | Juana Arrendel      | DOM República Dominicana | XXX    |        |        |        |        |        |        | 1.81 m  |
| 6                 | Sharon Day          | USA Estados Unidos       | -      | -      | -      | -      | O      | -      | O      | 1.81 m  |
| 6                 | Sharon Day          | USA Estados Unidos       | XXX    |        |        |        |        |        |        | 1.81 m  |
| 8                 | Solange Witteveen   | ARG Argentina            | -      | -      | -      | O      | O      | O      | XO     | 1.81 m  |
| 8                 | Solange Witteveen   | ARG Argentina            | XXX    |        |        |        |        |        |        | 1.81 m  |
| 9                 | Peaches Roach       | JAM Jamaica              | -      | -      | -      | O      | O      | O      | XXX    | 1.78 m  |
| 9                 | Peaches Roach       | JAM Jamaica              |        |        |        |        |        |        |        | 1.78 m  |
| 10                | Fabiola Ayala       | MEX México               | -      | -      | -      | -      | O      | XO     | XXX    | 1.78 m  |
| 10                | Fabiola Ayala       | MEX México               |        |        |        |        |        |        |        | 1.78 m  |
| 11                | Inika McPherson     | USA Estados Unidos       | -      | -      | -      | O      | O      | XXO    | XX-    | 1.78 m  |
| 11                | Inika McPherson     | USA Estados Unidos       | X      |        |        |        |        |        |        | 1.78 m  |
| 12                | Mônica Freitas      | BRA Brasil               | -      | -      | -      | O      | O      | XXX    |        | 1.75 m  |
| 12                | Mônica Freitas      | BRA Brasil               |        |        |        |        |        |        |        | 1.75 m  |
| 13                | Linda Louissaint    | HAI Haiti                | -      | -      | -      | O      | XXX    |        |        | 1.70 m  |
| 13                | Linda Louissaint    | HAI Haiti                |        |        |        |        |        |        |        | 1.70 m  |
| 14                | Michelle Williamson | JAM Jamaica              | -      | -      | XO     | XXO    | XXX    |        |        | 1.70 m  |
| 14                | Michelle Williamson | JAM Jamaica              |        |        |        |        |        |        |        | 1.70 m  |
| 15                | Kay-de Vaughn       | BIZ Belize               | O      | O      | XXO    | XXX    |        |        |        | 1.65 m  |
| 15                | Kay-de Vaughn       | BIZ Belize               |        |        |        |        |        |        |        | 1.65 m  |